# MD6
L'algoritme MD6 Message-Digest és una funció hash criptogràfica. Utilitza una estructura semblant a un arbre de Merkle per permetre un càlcul paral·lel immens de hashes per a entrades molt llargues. Els autors afirmen un rendiment de 28 cicles per byte per a MD6-256 en un Intel Core 2 Duo i una resistència demostrable contra la criptoanàlisi diferencial.  El codi font de la implementació de referència es va publicar sota la llicència MIT.
S'ha informat que són possibles velocitats superiors a 1 GB/s per a missatges llargs en una arquitectura de CPU de 16 nuclis.
El desembre de 2008, Douglas Held de Fortify Software va descobrir un desbordament de memòria intermèdia a la implementació de referència de l'algoritme hash MD6 original. Aquest error va ser fet públic posteriorment per Ron Rivest el 19 de febrer de 2009, amb la publicació d'una implementació de referència corregida abans de l'informe Fortify.
MD6 es va presentar al concurs NIST SHA-3. Tanmateix, l'1 de juliol de 2009, Rivest va publicar un comentari al NIST que MD6 encara no està preparat per ser candidat a SHA-3 a causa de problemes de velocitat, una "llacuna en la prova que la versió presentada de MD6 és resistent als atacs diferencials" i la incapacitat de proporcionar aquesta prova per a una versió de ronda reduïda més ràpida, tot i que Rivest també va declarar al lloc web de MD6 que no s'ha retirat formalment. MD6 no va avançar a la segona ronda de la competició SHA-3. El setembre de 2011, es va publicar al lloc web de MD6 un article que presentava una prova millorada que l'MD6 i les versions més ràpides de munició reduïda són resistents als atacs diferencials.

## Vectors de prova hash MD6
MD6("La guineu marró, ràpida, salta per sobre del d mandrós") =  977592608c45c9923340338450fdcccc21a68888e1e6350e133c5186cd9736ee
Un canvi en un sol bit del missatge, amb una probabilitat aclaparadora, resultarà en un resum del missatge completament diferent a causa de l'efecte allau:
MD6("La guineu marró, ràpida, salta per sobre del mandrós c ") =
85fe717a5896a085a31be5d9457b4da75a6ebc003eded96d7cb0ff1737235bba
El hash de la cadena de longitud zero és:
MD6("") = bca38b24a804aa37d821d31af00f5598230122c5bbfc4c4ad5ed40e4258f04ca